# Anthony Collins
Anthony Collins (Heston, 21 giugno 1676 – Londra, 13 dicembre 1729) è stato un filosofo inglese.
Ha segnato il pensiero europeo per le sue considerazioni radicali contro fanatismi e conformismi, ed è stato vivace promotore del deismo. È anche conosciuto come bibliofilo, avendo raccolto una delle biblioteche private più fornite del suo tempo, contenente oltre 10 000 volumi.

## Biografia
Nato nei dintorni di Londra, verso il Middlesex, studiò all'Eton College e al King's College (Cambridge) per poi entrare nel circolo forense del Middle Temple. Fu discepolo e amico di John Locke, che ne ammirava il pensiero aperto e libero da superstizioni. Nel 1715 si trasferì nell'Essex, dove fece il giudice di pace e il "Deputy Lieutenant" della contea. Quando i suoi scritti provocarono scandali per un breve periodo si rifugiò nei Paesi Bassi, per poi tornare a Londra, dove morì a 53 anni nella sua casa di Harley Street.
Nonostante i suoi scritti da libero pensatore, pubblicati spesso in forma anonima, fossero garbati di modi e impeccabili nello stile, così come riteneva, secondo il magistero ricevuto, dovesse essere il comportamento d'un filosofo, alla sua cortesia imperturbabile si opponeva spesso polemica violenta e attacchi alla persona, tali da rendere la sua figura, anche a distanza di anni, piuttosto difficile da ricostruire. L'accusa principale fu quella di ateismo, ma egli riteneva lo stesso ateismo una forma di ignoranza, mentre sosteneva la necessità di sottomettere ogni pensiero religioso all'esame della ragione, soprattutto quando venisse usato per costruire autorità e consenso attraverso la superstizione, riducendo comodamente il pensiero all'incapacità di comprendere. Sulla linea di Thomas Hobbes e Baruch Spinoza propose d'intendere i miracoli, le profezie e altre manifestazioni soprannaturali solo come allegorie.

## Essay concerning the Use of Reason
La sua prima opera importante fu l'Essay concerning the Use of Reason in Propositions the Evidence whereof depends on Human Testimony (1707), dove rifiutò la distinzione tra cose o fatti "oltre" e cose o fatti "contrari" alla ragione, pretendendo che la rivelazione divina fosse conforme all'idea che l'uomo naturale è in grado di farsi a proposito di essa.

## A Discourse of Freethinking
Considerato il suo capolavoro e il testo centrale del suo pensiero, A Discourse of Freethinking, occasioned by the Rise and Growth of a Sect called Freethinkers (1713) promuove l'emancipazione intellettuale come forma di riscatto da ogni possibile tirannia della morale, della religione o della ragion di Stato. È stato considerato uno degli attacchi più sottili a ogni potere clericale di qualsiasi religione. Il freethinking è un diritto inalienabile e non limitabile, segno di grande fiducia nell'uomo e nelle sue opportunità di legarsi in società seguendo la propria inclinazione al pensiero e allo studio non dogmatico. Quando uscì il trattatello fece grande sensazione e generò diverse repliche, tra le quali quelle di William Whiston, del vescovo Benjamin Hoadly e di Richard Bentley, oltre che, in chiave satirica, di Jonathan Swift, che ne fece una caricatura. A discourse of free-thinking, occasion'd by the rise and growth of a sect call'd free-thinkers, London, 1713; ed. anastatica 1965; ed. recente: New York, Garland, 1978 (a cura di Richard Bentley). Tr. it. a cura di Ida Cappiello, Discorso sul libero pensiero, Liberilibri, Macerata [1990] 1997.

## Inquiry Concerning Human Liberty
In Inquiry Concerning Human Liberty (1715) Collins sostiene che gli eventi sono determinati secondo necessità, secondo l'idea che nulla di ciò che ha un inizio può essere senza causa. Anche questo piccolo libro fu attaccato, in articolare da Samuel Clarke al quale Collins rispose, molto più tardi e dopo la morte dello stesso, con Liberty and Necessity (1729).

## Discourse of the Grounds and Reasons of the Christian Religion
Discourse of the Grounds and Reasons of the Christian Religion (1724), introdotto dalla prefazione An Apology for Free Debate and Liberty of Writing è uno scritto contro l'opinione di William Whiston che sosteneva che le profezie bibliche fossero state eliminate o cambiate a proprio vantaggio, durante i secoli, dalle sette ebraiche. Il libello fa anche la critica alla canonicità del Nuovo Testamento. Anche a questo suo intervento seguirono accuse di deismo e radicalismo, soprattutto da parte del vescovo Edward Chandler al quale Collins replicò con uno Scheme of Literal Prophecy Considered (1727), dove, tra l'altro sostiene in appendice che il Libro di Daniele fosse stato composto durante il regno di Antioco I di Commagene.

## Altre opere
Collins scrisse anche Priestcraft in Perfection (1710), A Vindication of the Divine Attributes (1710) e A Letter to the Learned Mr Henry Dodwell (1717), dove sosteneva l'ipotesi che l'anima possa essere materiale e, in caso anche non lo fosse, comunque non per forza immortale.

## Traduzioni italiane
- A. Collins, Discorso sul libero pensiero, a cura di I. Cappiello, Liberilibri, Macerata 1990; rist. 2019.
- A. Collins, Ricerca filosofica sulla libertà umana, a cura di J. Agnesina, Bompiani, Milano 2015.
- A. Collins, Il deismo. Due pamphlet, a cura di G.M. Arrigo, Morcelliana, Brescia 2023 (contiene Priestcraft in Perfection e A Vindication of the Divine Attributes).

## Opere
- An essay concerning the use of reason in propositions; a discourse of free thinking, London, 1707, ed. in facsimile: London, Garland, 1984
- A discourse of free-thinking, occasion'd by the rise and growth of a sect call'd free-thinkers, London, 1713; ed. anastatica 1965; ed. recente: New York, Garland, 1978 (a cura di Richard Bentley)
- Discours sur la liberté de penser et de raisonner sur les matières les plus importantes, London, 1714
- A discourse of the grounds and reasons of the Christian religion, London 1724, eds. recente: New York, Garland, 1976; Eugene, Wipf & Stock, 2005
- The scheme of literal prophecy considered in a view of the controversy occasioned by a late book intitled A discourse of the grounds and reasons of the christian religion, London, 1727; ed. recente: Ann Arbour, University microfilms international, 1981
- Paradoxes métaphysiques sur le principe des actions humaines, ou Traduction libre de la Dissertation philosophique de M. Collins, sur la liberté de l'homme, Paris, 1756
- Examen des prophéties qui servent de fondement à la religion chrétienne, Amsterdam, 1768
- Essai sur la nature et la destination de l'âme humaine, London, 1769; ed. recente Paris, Hachette, 1972
- A philosophical inquiry concerning human liberty, prefazione di Joseph Priestley, introduzione di John Stephens, Bristol, Thoemmes, 1990 [anastatica dell'edizione di Birmingham, 1790]
- A discourse concerning ridicule and irony in writing, London, 1729, ristampa con introduzione di Edward A. e Lillian D. Bloom, Los Angeles, 1970
- L'esprit du judaïsme, ou examen raisonné de la loi de Moyse, et de son influence sur la Religion Chrétienne, Paris: Hachette, 1972 (secondo alcuni attribuibile a Paul Henri Thiry d'Holbach che ne fu traduttore)
- Determinism and freewill: Anthony Collins? A philosophical inquiry concerning human liberty: with a discussion of the opinions of Hobbes, Locke, Pierre Bayle, William King and Leibniz, a cura di James O'Higgins, 1976
- A Letter to the Learned MR Henry Dodwell: Containing Some Remarks on a (Pretended Demonstration of the Immateriality and Natural Immortality of the Soul, Gale Ecco, 2010

## Studi
- A. Sabetti (a cura di), I liberi pensatori inglesi del Settecento: Toland, Collins, Tindal. Antologia di testi, trad. di I. Cappiello, Firenze: La Nuova Italia, 1978
- J. O'Higgins, Anthony Collins: The Man and His Works, The Hague, Martinus Nijhoff, 1970
- P. Taranto, Du déisme à l'athéisme: la libre pensée d'Anthony Collins, Paris, Champion, 2000
- G. Tarantino, Lo scrittoio di Anthony Collins (1676-1729). I libri e i tempi di un libero pensatore, Milano: Franco Angeli, 2007
- D. Lucci, Scripture and Deism. The Biblical Criticism of the Eighteenth-Century British Deists, Berna e New York, Peter Lang, 2008
- J.R. Wigelsworth, Deism in Enlightenment England: Theology, Politics, and Newtonian Public Science, Manchester University Press, 2008
- W. Hudson, The English Deists: Studies in Early Enlightenment, London, Pickering & Chatto, 2008
- G.M. Arrigo, Anthony Collins. Una traccia per un'etica deista, in A. Collins, Il deismo. Due pamphlet, a cura di G.M. Arrigo, Morcelliana, Brescia 2023, pp. 5–30
- C. Giuntini, Toland e i liberi pensatori del ’700, Sansoni, Firenze 1974
- D. Berman, Anthony Collins: Aspects of his Thought and Writings, in «Hermathena», no. 119 (1975), pp. 49-70
- I. Cappiello, Anthony Collins: l'elogio del libero pensare, in «I Castelli di Yale» V/5 (2002), pp. 65–81